# Emma Weyant
Emma Weyant (* 24. Dezember 2001 in Sarasota, Florida) ist eine US-amerikanische Schwimmerin. Sie gewann bei Olympischen Spielen eine Silbermedaille und eine Bronzemedaille über 400 m Lagen.

## Hintergrund
Weyant lebte in Sarasota und schwamm für die Sarasota Sharks, während sie die Riverview High School besuchte.

## Laufbahn
Bei den Olympischen Spielen 2020 gewann sie eine Silbermedaille im 400-Meter-Lagen der Frauen.
In ihrer Debütsaison an der University of Virginia gewann Weyant die Silbermedaille im 500-Yard-Freistil bei den Meisterschaften der NCAA-Division I 2022, mit ihrer persönlichen Bestleistung von 4:34,99 min hinter der Transgender-Athletin Lia Thomas, die 4:33:24 schwamm. 2022 wechselte Weyant an die University of Florida.
Bei den Olympischen Spielen 2024 gewann sie die Bronzemedaille über 400 Meter Lagen hinter der Kanadierin Summer McIntosh und ihrer Landsfrau Katie Grimes.

## Erfolge
- Olympische Spiele

Tokio 2020: Silber über 400 m Lagen.
Paris 2024: Bronze über 400 m Lagen.
- Weltmeisterschaften

Budapest 2022: Bronze über 400 m Lagen.
- Kurzbahnweltmeisterschaften

Abu Dhabi 2021: Silber über 4 × 200 m Freistil.